# غيرنوت رور
غيرنوت روهر (28 يونيو 1953

 في مانهايم) (بالألمانية: Gernot Rohr) لاعب كرة قدم فرنسي ألماني معتزل كان يجيد اللعب في خط الدفاع وحاليا هو مدرب نادي الدرجة الثانية نانت الفرنسي منذ سنة 2009 .

## المسيرة الرياضية
لعب في أندية بايرن ميونخ (1972-1974) فالدوف مانهايم (1974-1975) كيكرز أوفينباخ (1975-1977) بوردو (1977-1989) .
تولى تدريب نادي بوردو على 3 فترات . الفترة الأولى كانت لعدة أشهر في سنة 1990 . الفترة الثانية طوال موسم 1991/1992 . الفترة الثالثة والأنجح كانت في سنة 1996 حيث قاد نادي بوردو بوجود نجوم الكرة الفرنسية زين الدين زيدان ، بيسنتي ليزارازو ، وكريستوف دوغاري للتأهل إلى المباراة النهائية لبطولة كأس الاتحاد الأوروبي ولكنه خسر في مجموع المباراتين من نادي بايرن ميونخ الألماني 1/5 .
تولى روهر منصب مدير الكرة في نادي آينتراخت فرانكفورت في الفترة من أكتوبر 1998 إلى أبريل 1999 . تولى تدريب أندية كريتيل (1999-2000) نيس (2002-2005) يونغ بويز السويسري (2005-2006) أجاكسيو (2007-2008) النجم الساحلي التونسي (2008-2009) وتمت إقالته من الأخير بسبب احتلال النادي المركز الثالث في بطولة الدوري وبالتالي عدم المشاركة في أي من البطولات القارية لسنة 2010 .
في 15 مايو 2009 وافق على تدريب نادي نانت الهابط إلى الدرجة الثانية حيث يستمر عقده حتى 30 يونيو 2011 ولكنه لم يستمر في منصبه ليتجه لتدريب منتخب الغابون لكرة القدم.

## روابط خارجية
- غيرنوت رور على موقع قاعدة بيانات كرة القدم.إي يو (الإنجليزية)
- غيرنوت رور على موقع بيانات كرة القدم. دي إي (الألمانية)
- غيرنوت رور على موقع ليكيب (الفرنسية)
- غيرنوت رور على موقع ناشيونال فوتبول تيمز (الإنجليزية)
- غيرنوت رور على موقع Soccerbase.com (مدرب) (الإنجليزية)
- غيرنوت رور على موقع Soccerway.com (الإنجليزية)
- غيرنوت رور على موقع عالم كرة القدم.نت (الإنجليزية)
- غيرنوت رور على موقع كووورة